# Mauricio Neiza

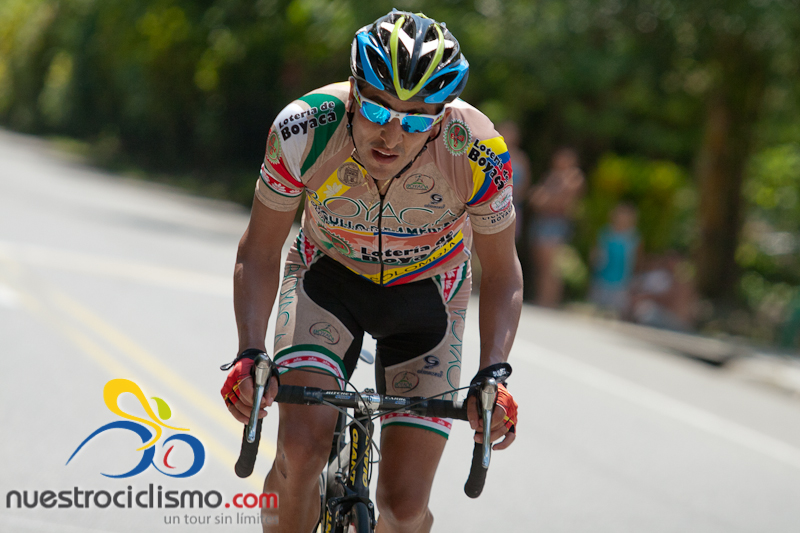
Mauricio Neiza bei der Vuelta a Antioquia 2011

Mauricio Neiza Alvarado (* 3. September 1981 in Sora) ist ein kolumbianischer Straßenradrennfahrer.

## Karriere
Mauricio Neiza gewann 2002 eine Etappe bei der U23-Austragung der Vuelta a Colombia. 2004 war er bei einem Teilstück des Eliterennens erfolgreich. 2006 wurde er Dritter bei der nationalen Zeitfahrmeisterschaft und er gewann eine Etappe beim Clásica International de Tulcan. Daraufhin wurde er 2007 Profi bei dem kolumbianischen Continental Team UNE-Orbitel. In der Saison 2009 gewann er jeweils eine Etappe beim Clásica Club Deportivo Boyacá und bei der Vuelta a Guatemala. 2010 war er bei je einer Etappe der Vuelta a Boyacà und der Vuelta a Bolivia erfolgreich.

## Erfolge
2004
- eine Etappe Vuelta a Colombia

2009
- eine Etappe Vuelta a Guatemala

2010
- eine Etappe Vuelta a Bolivia

## Teams
- 2007 UNE-Orbitel

- 2009 Colombia-Est. Tunda
- 2010 Boyacá Orgullo de América
- 2011 Boyacá Orgullo de América
- 2012 Colombia-Comcel (bis 31. Juli)
- 2013 EBSA Indeportes Boyacá
- 2014 Boyacá se atreve-LC Boyacá